# Sesamia hirayamae
Sesamia hirayamae är en fjärilsart som beskrevs av Matsumura 1929. Sesamia hirayamae ingår i släktet Sesamia och familjen nattflyn. Inga underarter finns listade i Catalogue of Life.